# Канделакі Володимир Аркадійович
Володи́мир Арка́дійович Кандела́кі (*29 березня 1908, Тбілісі — †11 березня 1994) — російський актор, співак. Народний артист СРСР (1970). Лауреат Державної премії СРСР (1952).
Народився 29 березня 1908 р. у Тбілісі. Закінчив Тбіліську консерваторію (1928) і Державний інститут театрального мистецтва в Москві (1933). Працював у театрі Станіславського і Немировича-Данченка.
Помер 11 березня 1994 року в Москві.

## Фільмографія
Знімався у фільмах:
- «Покоління переможців» (1936, Гоцерідзе),
- «Хлопець з нашого міста» (1942, Гуліашвілі),
- «Ластівка» (1957, Теофіді),
- «П'єр — співробітник міліції» (1965),
- «Вірую в любов» (1986, Вано Гуліашвілі).